# El espíritu de la colmena
El espíritu de la colmena es una película de drama artístico de 1973 dirigida y coescrita por Víctor Erice.
La película está ambientada en tierras castellanas nada más terminada la Guerra Civil. Rodada en el pueblo segoviano de Hoyuelos, donde se proyecta la película El doctor Frankenstein. Desde entonces, está considerada como la mayor obra de Erice, una de las mejores películas de los años 70 y del siglo XX, uno de los mayores, mejores e influyentes clásicos del cine español, así como una de las mejores películas sobre la infancia. 
La actuación de Ana Torrent, con siete años en aquel momento, está considerada como una de las mejores actuaciones infantiles del cine.

## Sinopsis
En un pequeño pueblo de Castilla, en plena posguerra a mediados de los años cuarenta, Isabel (Isabel Tellería) y Ana (Ana Torrent), dos hermanas de ocho y seis años respectivamente, ven un domingo la película Frankenstein. 
A la pequeña la visión del film le causa tal impresión que no deja de hacer preguntas a su hermana mayor, que le asegura que el monstruo está vivo y se oculta cerca del pueblo.

## Reparto
- Fernando Fernán Gómez como Fernando.
- Teresa Gimpera como Teresa.
- Ana Torrent como Ana.
- Isabel Tellería como Isabel.
- Ketty de la Cámara como Milagros, la criada.
- Estanis González como Guardia civil.
- José Villasante como Monstruo de Frankenstein.
- Juan Margallo como El Fugitivo.
- Laly Soldevila como Doña Lucía, la profesora.
- Miguel Picazo como El Doctor.

## Comentarios
Fue reestrenada en el 2004.
Los personajes que interpretan los cuatro protagonistas se llaman como los actores que los interpretan. Esto se debió, según contó el director Víctor Erice en más de una ocasión, a que la debutante Ana Torrent, la niña protagonista, no entendía por qué la gente se llamaba realmente de una manera, y de pronto al empezar la grabación, cambiaba el nombre. Este hecho motivó que el director decidiera cambiarles los nombres a todos los protagonistas por sus propios nombres de pila. 
En cuanto al título de la película, el mismo director dice:

"El título, en realidad, no me pertenece. Está extraído de un libro, en mi opinión, el más hermoso que se ha escrito nunca sobre la vida de las abejas, y del que es autor el gran poeta y dramaturgo Maurice Maeterlinck. En esa obra, Maeterlinck utiliza la expresión 'El espíritu de la colmena' para describir ese espíritu todopoderoso, enigmático y paradójico al que las abejas parecen obedecer, y que la razón de los hombres jamás ha llegado a comprender".
Víctor Erice, director de la película.

## Palmarés cinematográfico
29.ª edición de las Medallas del Círculo de Escritores Cinematográficos
| Categoría        | Premiado                  | Resultado |
| ---------------- | ------------------------- | --------- |
| Mejor película   | El espíritu de la colmena | Ganadora  |
| Mejor director   | Víctor Erice              | Ganador   |
| Mejor actor      | Fernando Fernán Gómez     | Ganador   |
| Mejor fotografía | Luis Cuadrado             | Ganador   |
| Mejor música     | Luis de Pablo             | Ganador   |

- 1973 - Festival Internacional de Cine de Chicago - Hugo de Plata.
- 1973 - Festival Internacional de Cine de San Sebastián - Mejor Película.